# Langeneck (Mangfallgebirge)
Das Langeneck ist ein 924 m ü. NHN hoher Berg in den Bayerischen Voralpen bei Lenggries, zu
dessen Gemeinde er auch gehört.
Es bildet den östlichen Ausläufer eines der Benediktenwandgruppe südlich vorgelagerten weitgehend bewaldeten Bergzuges, getrennt von dieser durch das Schwarzenbachtal.
Im weiteren westlichen Verlauf folgen Kohlberg, Düftberg, Hahnberg und Latschenkopf.
Das Langeneck ist über Forst- und Rückewege zugänglich.